# 西都市立銀上小・銀鏡中学校
西都市立銀上小・銀鏡中学校（さいとしりつ しろかみしょう・しろみちゅうがっこう）は、宮崎県西都市大字銀鏡にある公立の小中一貫校。
2012年（平成24年）に以下の2校が統合の上、施設一体型の小中一貫教育（愛称:「西都銀上学園」）を開始した。なお、中学校の校舎を改築し、小学校が移転してきている。
- 西都市立銀上小学校
- 西都市立銀鏡中学校

## 概要
歴史
2012年（平成24年）創立。小中一貫教育を開始して2022年（令和4年）で10周年を迎えた。
校章
- 小学校 - 中央に校名の「銀上」の文字（縦書き）を配している。
- 中学校 - 校名の「鏡」にちなみ、八稜鏡を背景にして、中央に「中」の文字を配している。

校歌
- 小学校 - 1956年（昭和31年）制定。作詞は松山文二、作曲は安藤郁夫による。歌詞は4番まであり、歌詞中に校名は登場しない。
- 中学校 - 1961年（昭和36年）制定。作詞は松山文二、作曲は安藤郁夫による。歌詞は3番まであり、歌詞中に校名は登場しない。

特色
小・中学校ともに宮崎県内の中学校で唯一、山村留学制度を導入している。
通学区域
以下の区域が指定されている。
西都市のうち、「河之口・横平・尾吐・古穴手・茗ケ原・登内・源・征矢抜・上囲・下囲・栗畑・中島・元村・柳・上鶴」地区。

## 沿革
銀上小学校
- 西都市立銀上小学校#沿革を参照。

銀鏡中学校
- 西都市立銀鏡中学校#沿革を参照。

統合・小中一貫校
- 2012年（平成24年）4月1日 - 施設一体型小中一貫校「西都市立銀上小・銀鏡中学校」が開校[2]。
- 2013年（平成25年）
  - 1月 - 校舎の耐震工事が完了。
  - 6月1日 - 通称を「西都銀上学園」とする。

## 交通アクセス
最寄りのバス停留所
西都市コミュニティ・バス「銀鏡診療所」停留所
最寄りの幹線道路
- 宮崎県道39号西都南郷線

## 周辺
- 銀鏡地区集会所
- 銀鏡郵便局
- 西都警察署 銀鏡警察官駐在所
- JAみやざき 東米良
- 東米良 山の駅 銀鏡
- 銀鏡城跡
- 銀鏡神社
- 銀鏡川
- 登内川